# Erebia callias
Espèce
Erebia callias est une espèce de lépidoptères (papillons) de la sous-famille des Satyrinae (famille des Nymphalidae).

## Dénomination
L'espèce Erebia callias a été décrite en 1871 par William Henry Edwards.
Synonymes : Erebia tyndarus callias ; Dyar, 1903.

### Nom vernaculaire
Il se nomme en anglais Colorado Alpine.

### Sous-espèces
- Erebia callias sibirica Staudinger, 1881 ;
- Erebia callias altajana Staudinger, 1901 ;
- Erebia callias simulata Warren, 1933 ;
- Erebia callias tsherskiensis Dubatolov, 1992 [1].

## Description
Erebia vidleri est un papillon  marron grisé avec aux antérieure une tache cuivrée triangulaire portant un ocelle géminé pupillé de blanc à l'apex alors que les postérieures portent une ligne de très discrètes taches orange centrées d'un tout petit ocelle pupillé de blanc.

## Biologie

### Période de vol et hivernation
Il vole en une génération en juillet et début août.

### Plantes hôtes
Les plantes hôtes des chenilles seraient des Poaceae ou des Cyperaceae.

## Écologie et distribution
Il est présent en Amérique du Nord, dans les zones montagneuses du sud du Montana, du Colorado, de l'Utah et du Wyoming et en Asie, dans le sud-est du Kazakhstan, en Altaï, Mongolie et dans l'est de la Iakoutie,.

### Biotope
Il réside dans les montagnes.